# Smile (David Gilmour)
„Smile“ je pátý singl britského kytaristy a zpěváka Davida Gilmoura, známého jako člena skupiny Pink Floyd. Singl pochází z jeho alba On an Island a byl vydán v červnu 2006 (viz 2006 v hudbě).
Píseň „Smile“, kterou napsal Gilmour a otextovala ji jeho manželka Polly Samsonová, byla poprvé oficiálně vydána na koncertním DVD David Gilmour in Concert v roce 2002. Jako část studiového alba On an Island vyšla až o čtyři roky později, v březnu 2006, a jako singl vyšla samostatně o další tři měsíce později. Singl byl vydán jak na CD, tak i jako standardní vinylová SP deska. Na písni „Smile“ účinkuje pouze Gilmour, který zde zpívá a hraje na kytaru, baskytaru, perkuse a Hammondovy varhany, Polly Samsonová (vokály) a Willie Wilson (bicí).
B strana singlu obsahuje instrumentální skladbu „Island Jam“, která byla vydána pouze na tomto singlu. Nicméně ještě před vydáním singlu byla „Island Jam“ dostupná přes Gilmourovy internetové stránky. V této skladbě hraje kromě Gilmoura (kytara) i Guy Pratt (baskytara), Jed Lynch (bicí) a Paul Wickens (Hammondovy varhany).

## Seznam skladeb
1. „Smile“ (Gilmour/Samson) – 4:03
2. „Island Jam“ (Gilmour) – 6:33